# Alloecentrella magnicornis
Alloecentrella magnicornis är en nattsländeart som beskrevs av Keith A.J. Wise 1958. Alloecentrella magnicornis ingår i släktet Alloecentrella och familjen Calocidae. Inga underarter finns listade i Catalogue of Life.